# Catedral de Santa María (Gerona)
La catedral de Santa María de Gerona se encuentra en el punto más alto de la ciudad; posee la nave gótica más ancha del mundo, con una anchura total de 22,98 metros. Su construcción se inició en el siglo XI en estilo románico, siguiendo en el siglo XIII con el gótico. De época románica tan solo se conservan la torre, que data de 1040, y el claustro, del siglo XII. El templo se terminó en el siglo XVIII. Es Bien de Interés Cultural.
A su lado se encuentra el antiguo palacio episcopal, sede en la actualidad del Museo de Arte de Gerona.

## Historia

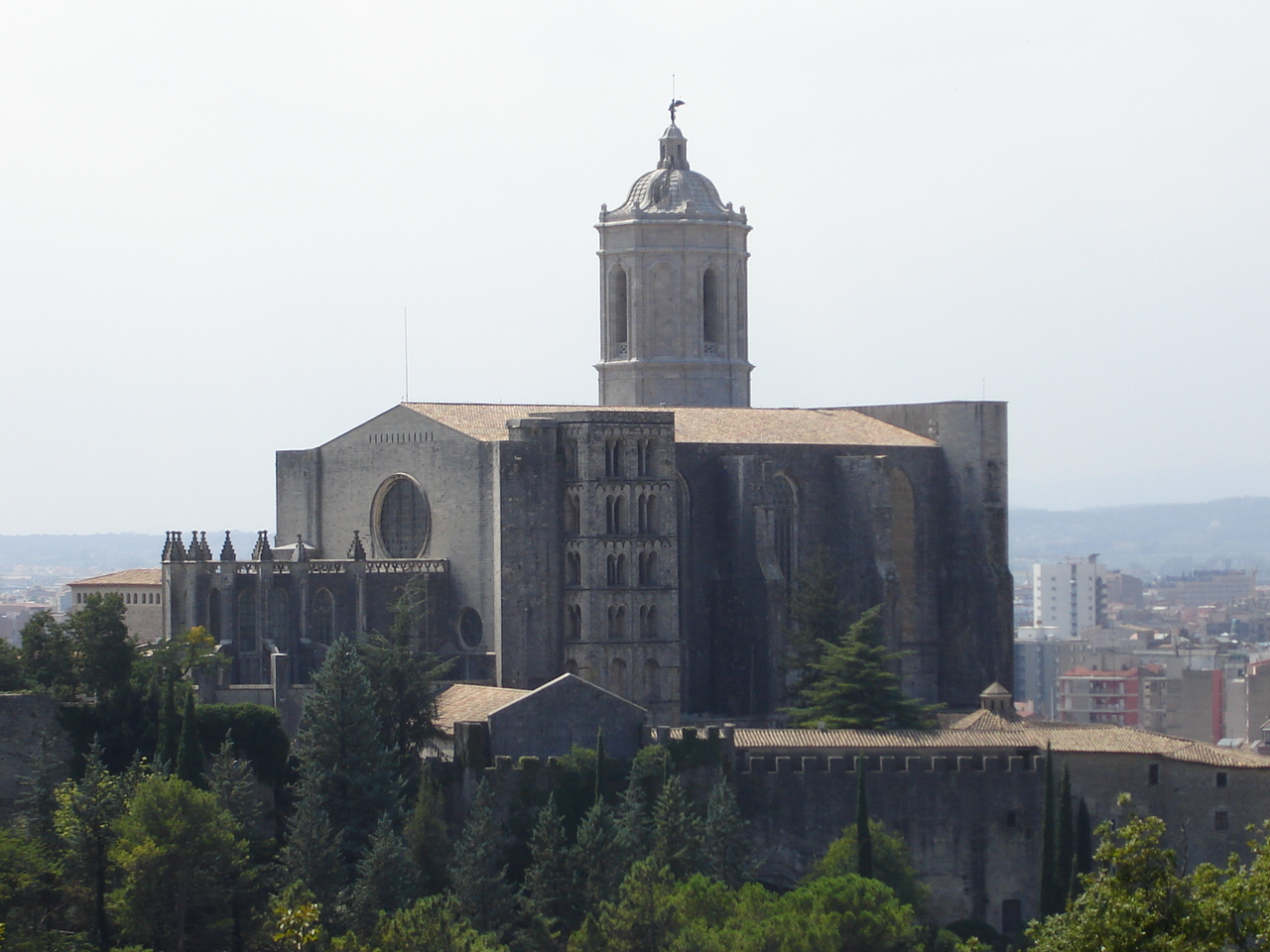
Vista lejana

Desde los comienzos del cristianismo por toda esta zona, la ciudad de Gerona fue sede de un obispado que se asentó en la iglesia de Santa María, regentando al mismo tiempo el santuario del mártir diácono San Félix; este santuario se había edificado sobre la tumba de dicho mártir, cerca de la muralla de la ciudad. Esta pequeña iglesia de San Félix recibió el culto cristiano en sustitución de la de Santa María cuando los árabes se apropiaron de ella para convertirla en mezquita mayor, en el año 717. Más tarde, en el 785, Gerona fue conquistada por los francos, entonces bajo la autoridad de Carlomagno. En el 882 se formó la primera comunidad de canónigos y en el 908 la iglesia fue de nuevo consagrada.

### Etapas de construcción
Se tiene noticia de la evolución de la catedral y sus distintas etapas de construcción a partir del año 1015, en que se hallaba en estado lamentable y ruinoso. El obispo Pedro Roger (hijo de Roger II de Cominges, conde de Carcasona, y hermano de Ermesenda de Carcasona, condesa de Barcelona y de Gerona), se ocupó de llevar a cabo las reparaciones importantes en los muros y en las cubiertas de madera. Para hacer frente a estos gastos vendió a su cuñado el conde de Barcelona Ramón Borrell la iglesia de San Daniel, por la que recibió cien onzas de oro. Cuatro años más tarde, en 1019, se dotó al edificio de manera generosa, con lo que pudieron iniciarse las obras de un claustro y sus dependencias, ampliándose en 1031 y en 1064, siempre en estilo románico.
Se hicieron también obras renovadoras en la cabecera de la iglesia, que se consagró nuevamente en 1038. De esta fecha datan dos obras importantes que probablemente proceden de los talleres del Rosellón: la cátedra episcopal y el ara del altar que además se vio lujosamente revestida de oro gracias a un legado especial de la condesa Ermesinda, de 300 onzas de oro. El patio o primitivo claustro se fue transformando durante el siglo XII. En 1081 se había empezado a construir la torre-campanario que recaía sobre el lado sur del claustro y que fue terminada en 1117 a partir del segundo piso.

#### La empresa gótica
A finales del siglo XIII hubo una propuesta de obras para transformar la cabecera que se consideraba insuficiente para el culto litúrgico del momento.

El Capítulo de la seo de Gerona reunido como de costumbre ha establecido, deseado y ordenado que sea construida y elevada de nuevo la cabecera de esta iglesia y alrededor de esta cabecera se edifiquen nueve capillas y en el antiguo dormitorio [de la Canónica] se haga la sacristía.

A este propósito, en 1292, el tesorero Guillén Jofré hizo donación de diez mil sueldos catalanes. Pero hasta 1312 no se formalizó el proyecto. El cambio consistió en la ampliación de la cabecera con girola y nueve capillas encargadas a Enrique de Narbona. A su muerte las obras continuaron bajo la dirección de Jaime Faverán. Siguieron los arquitectos Guillermo Cors, Francisco Saplana y Pedro Sacoma, quien dio fin a la cabecera en 1347. Una vez terminado este espacio, el arquitecto Guillermo Monry siguió la ampliación del tramo del coro inmediato al presbiterio, finalizando esta obra en 1368. En este punto era necesario unir la parte nueva con la planta románica por medio de una nave transversal que haría las veces de crucero.

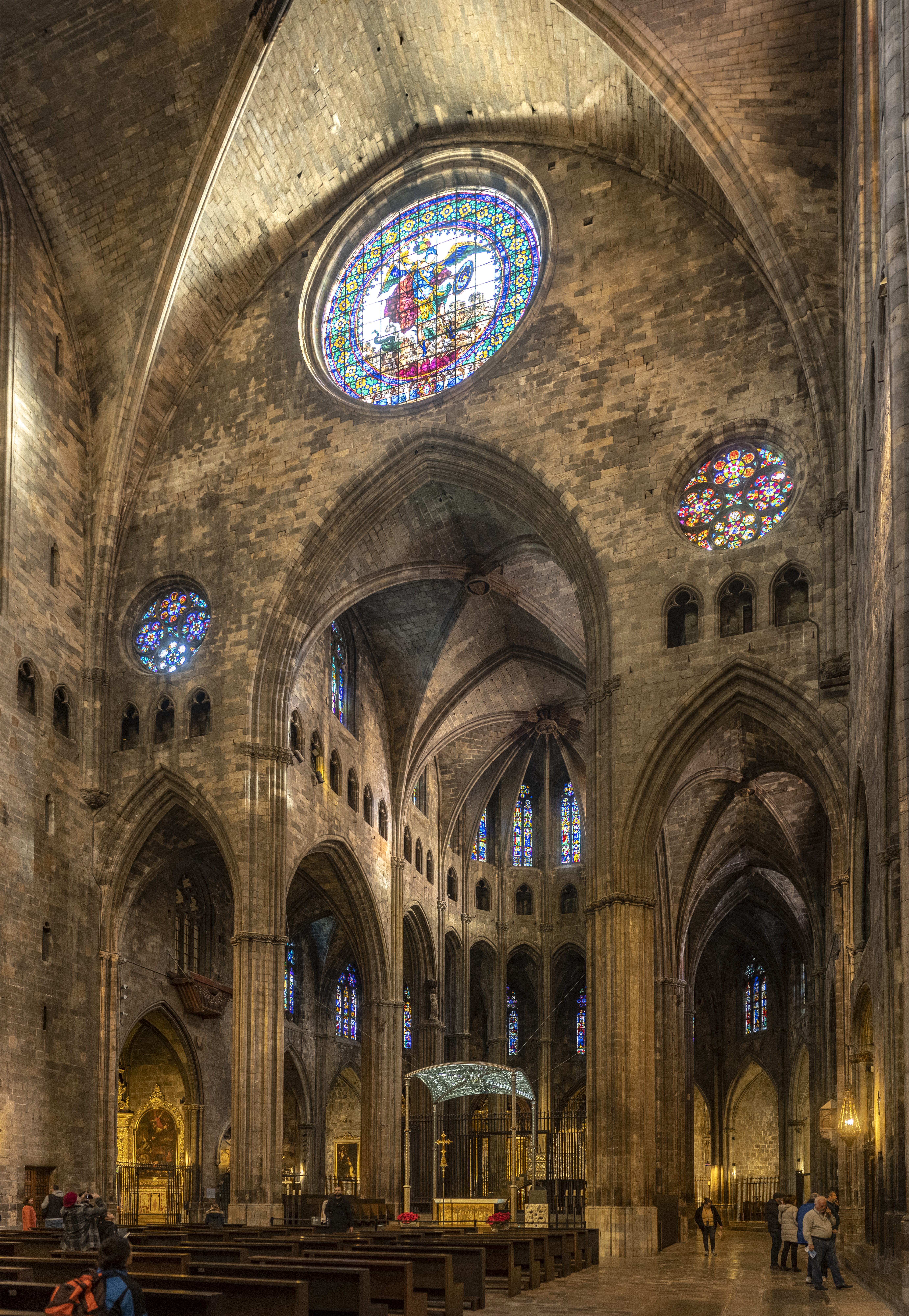
La ampliación iniciada en 1417, con una ancha y única sala

La idea original era construirla en tres naves. La propuesta de continuarla con una nave única provocó la suspensión de las obras y una discusión intermitente de responsables y técnicos que duró cincuenta años. El catedralicio convocó en 1417 una reunión de maestros de obras y de expertos; tras escuchar su dictamen, aunque este era favorable en su mayoría a las tres naves, se decidió por continuar la construcción en una única nave. Ésta tendría una altura de 34 metros, lo que la convertiría en un monumento único en la historia de la arquitectura gótica mundial. Para Nikolaus Pevsner,

La estancia, a pesar de cierta desnudez, posee gran fuerza, y es sin duda, con su marcado contraste entre la zona occidental, con un solo recinto, y la oriental, con un sistema de tres unidades espaciales de altura y anchura escalonadas, la prueba más convincente del paso del estilo gótico puro al tardío.
An Outline of European Architecture, Nikolaus Pevsner (1943)

Se hizo cargo de la nueva construcción el maestro de la catedral Guillermo Bofill, imponiendo un razonado criterio en cuanto a la técnica a seguir. Así se construyó la enorme nave que mide 50 m de largo por 23 m de ancho y 34 m de alto. El maestro Bofill no vio finalizada la obra pues el último tramo se edificó ya en el siglo XVI, a cargo del maestro José Ferrer. En 1604 se derribó el frontispicio románico que aún se conservaba.

## El edificio

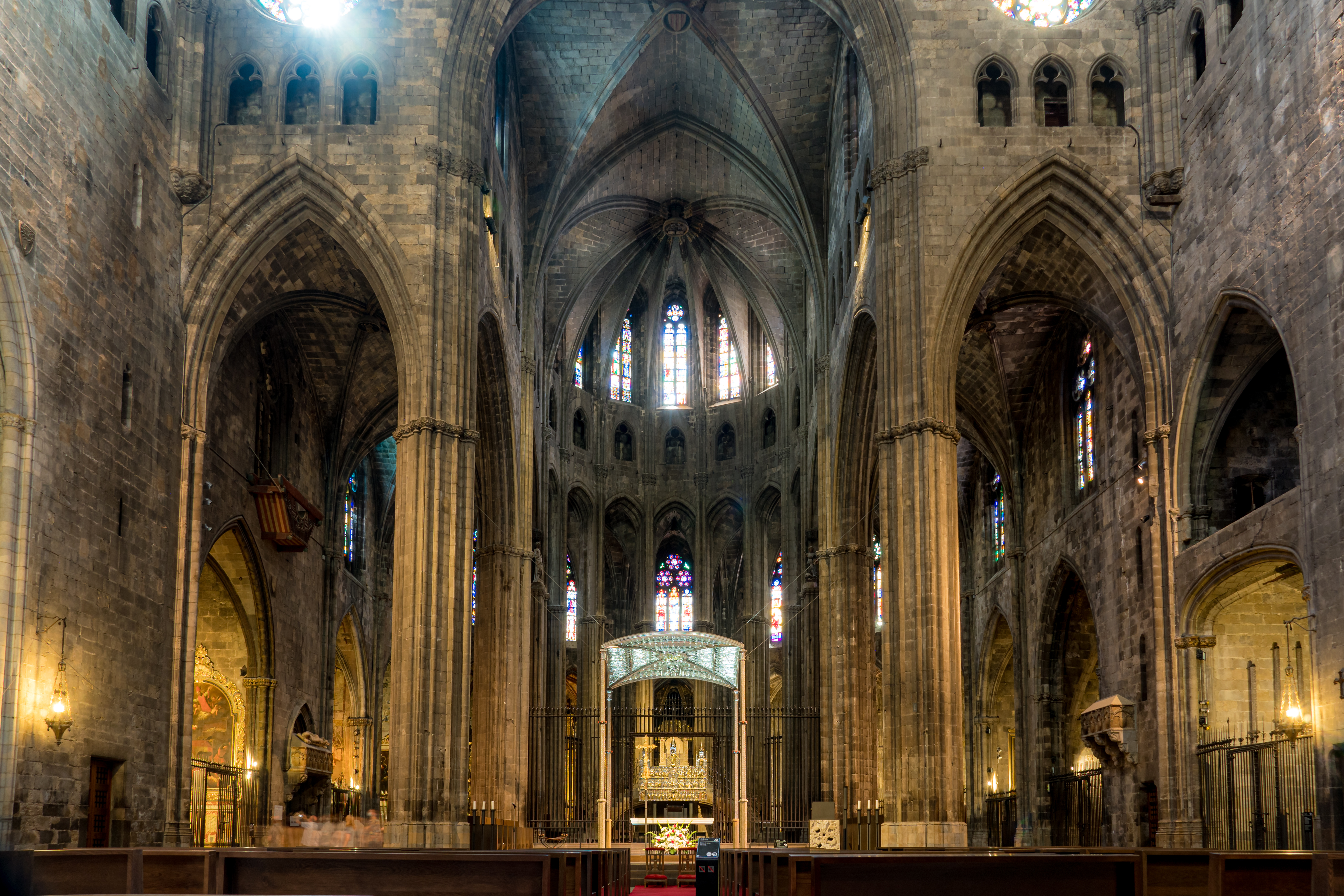
Nave central

La fachada es barroca y fue construida en 1730. La escalinata central de acceso se construyó en 1607. En el exterior de la catedral se conserva el pórtico gótico de San Miguel, situado al norte, y el pórtico de los Apóstoles al sur, del siglo XIV y al que se le añadieron algunas esculturas en el siglo XV. Hay que destacar también la cátedra episcopal románica del siglo XI situada sobre la capilla mayor; el retablo mayor, de plata dorada y esmalte, obra maestra de la orfebrería gótica realizada por Bartomeu entre 1320 y 1357. Uno de los principales arquitectos (y también escultor) del siglo XVII fue Pere Costa i Cases.

### Fachada principal

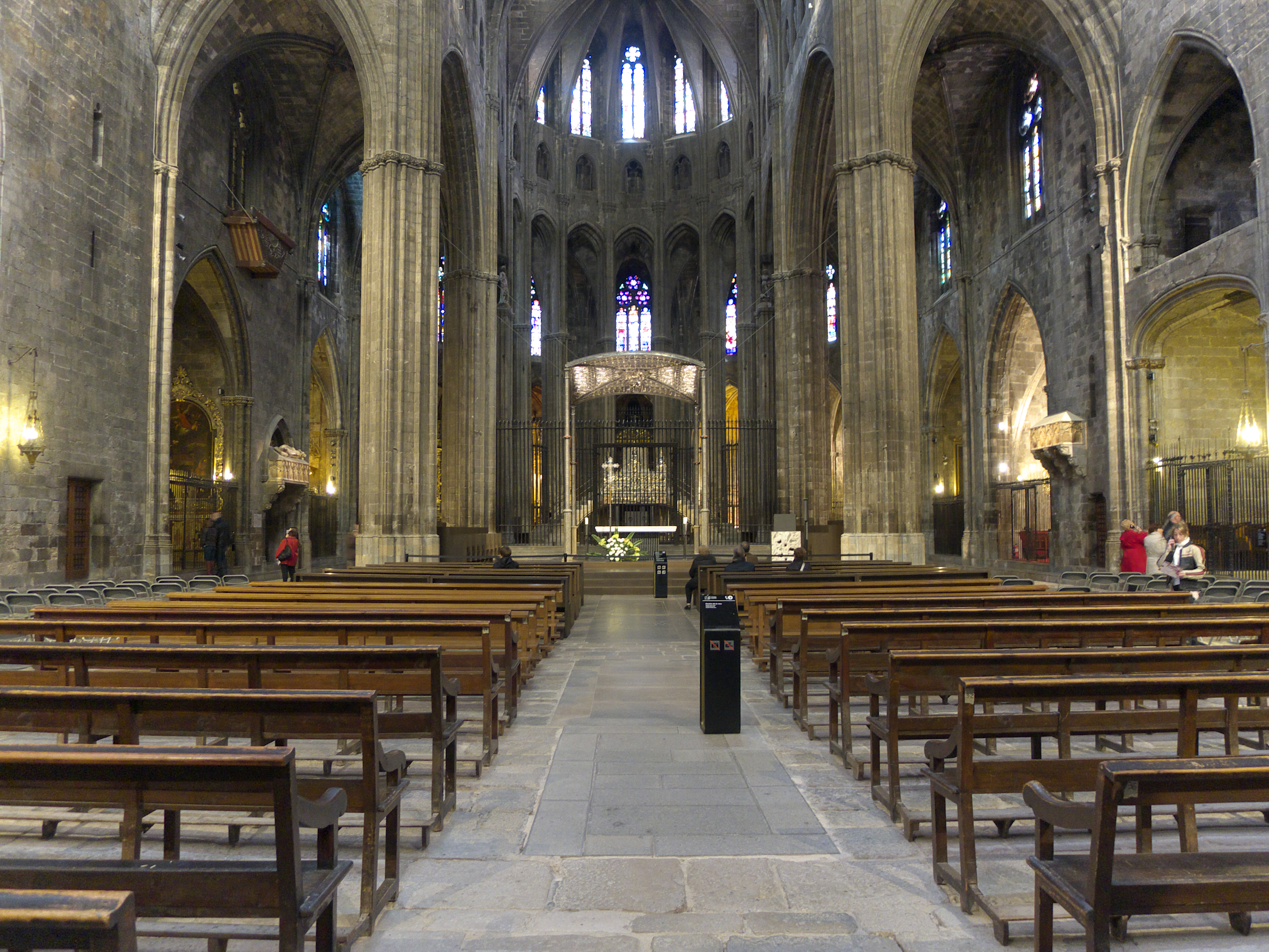
Interior del templo. Se observa el baldaquino y el retablo de plata, así como el ara románica

En 1606 se puso la primera piedra de esta fachada pero las obras se demoraron y no continuaron hasta 1680, parándose de nuevo y avanzando lentamente durante los años sucesivos. Hasta 1960 no se dio por terminada la obra y en los dos años siguientes, los escultores locales Josep M. Bohigas, Antoni Casamor, Jaume Busquets y Domènec Fita realizaron las esculturas monumentales que se instalaron en las hornacinas vacías.
La fachada es de estilo barroco-clasicista, dividida en tres cuerpos a modo de retablo. Sobre el último cuerpo se abre un gran óculo coronado por frontón y arriba se abren siete vanos de arco rebajado o escarzano. Los nichos u hornacinas de los tres cuerpos están separados por columnas pareadas y ocupados por las esculturas de las que se ha dado noticia, realizadas en el siglo XX.

### Interior
El interior muestra la grandiosa nave única, gótica, cubierta por bóveda de arcos diagonales que se apoyan en grupos de columnillas. Los contrafuertes laterales de la primera zona albergan dos capillas por tramo. En la segunda zona, en los dos tramos antes de llegar al presbiterio, se abren amplios ventanales góticos y debajo, las ventanas del triforio que recorren ambos muros. Antes del presbiterio y cerrando el fondo de la gran nave se levanta un muro con un arco central y dos laterales, más tres óculos, dos más pequeños sobre las tres ventanitas del triforio y uno mayor en el centro, cercano a la bóveda. Las vidrieras del presbiterio son del siglo XVI, con temática de la vida de la Virgen.

#### El coro
Tiene una sencilla sillería del siglo XVI, de buena talla pero que resulta algo modesta para la categoría de esta catedral. Es obra importante la silla episcopal del maestro Eloy, que pertenece a la sillería gótica anterior. También se conserva la silla episcopal románica, elaborada en mármol de una sola pieza. En el coro se encuentra el órgano moderno de 1943 que sustituyó al del siglo XVI construido por el maestro J. Bordons.

#### Presbiterio
La capilla mayor se encuentra dentro del presbiterio. Tiene un original retablo del siglo XIV recubierto de plata que es una obra de orfebrería de mucho valor. La comenzó el maestro Bartomeu en 1325, la continuó Ramón Andreu de Gerona y la finalizó Pedro Bernés hacia el año 1358. Sigue la narración de la vida de Jesucristo y remata con tres figuras bajo doselete gótico, siendo la central una imagen de la Virgen con el Niño. Además del chapado de plata está adornado con esmaltes. Está resguardado por un baldaquino también de plata, sostenido por cuatro columnas. El baldaquino fue elaborado entre 1320 y 1326, probablemente por los mismos artistas que el retablo.
El altar de esta capilla es una pieza románica importante que sostiene el ara de mármol labrado, de 2,5 m por 1 m de profundo. Está despojado del riquísimo frontal que tuvo (legado especial de la condesa Ermesinda): era de alabastro con varias escenas en relieve, recubierto de oro y engarzado con piedras preciosas. En 1809 fue vendido a las tropas francesas en un millón de francos, operación necesaria para poder hacer frente a los tributos impuestos por los mismos franceses.

### Vidrieras

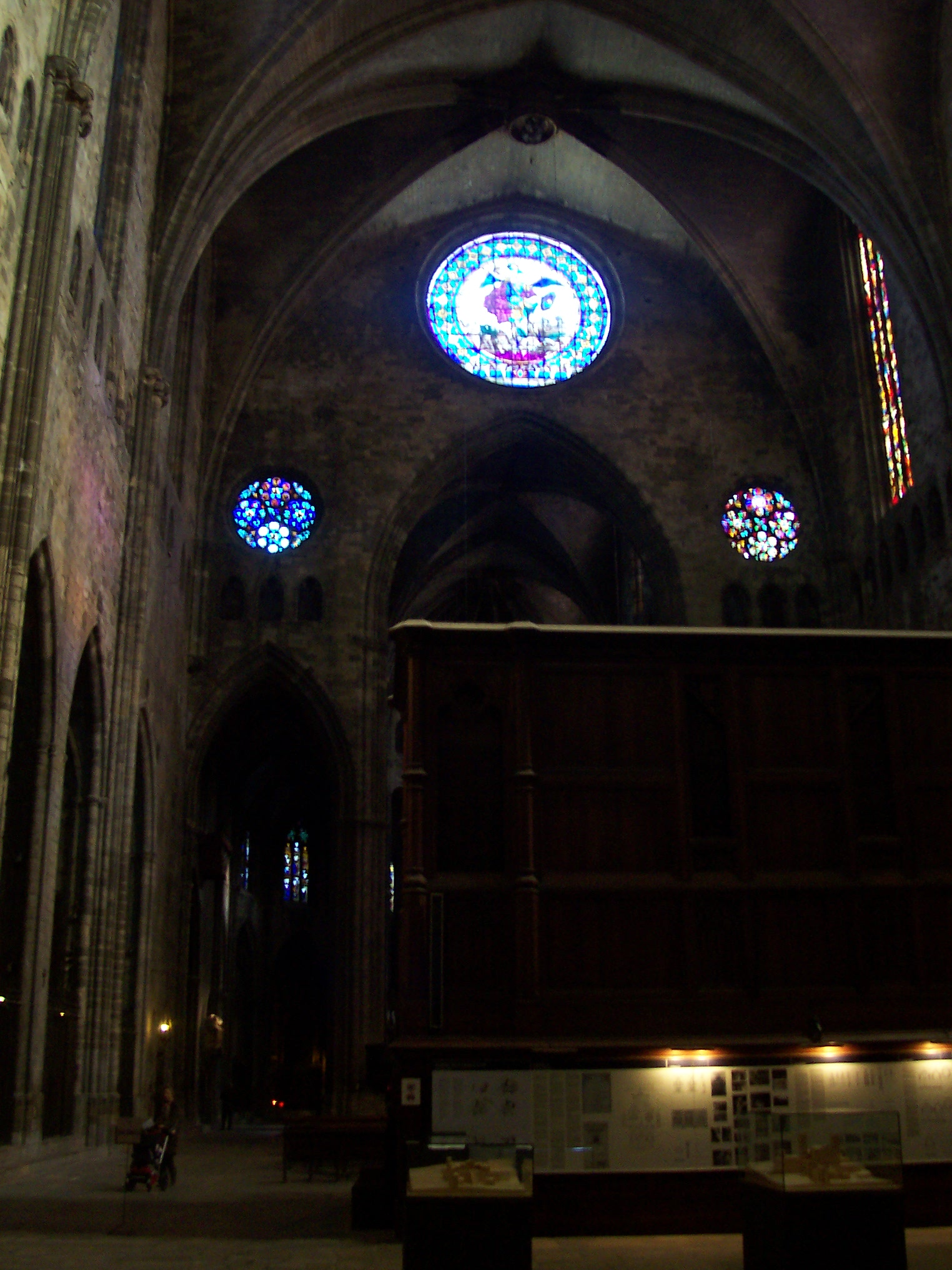
Rosetón de Saladriga

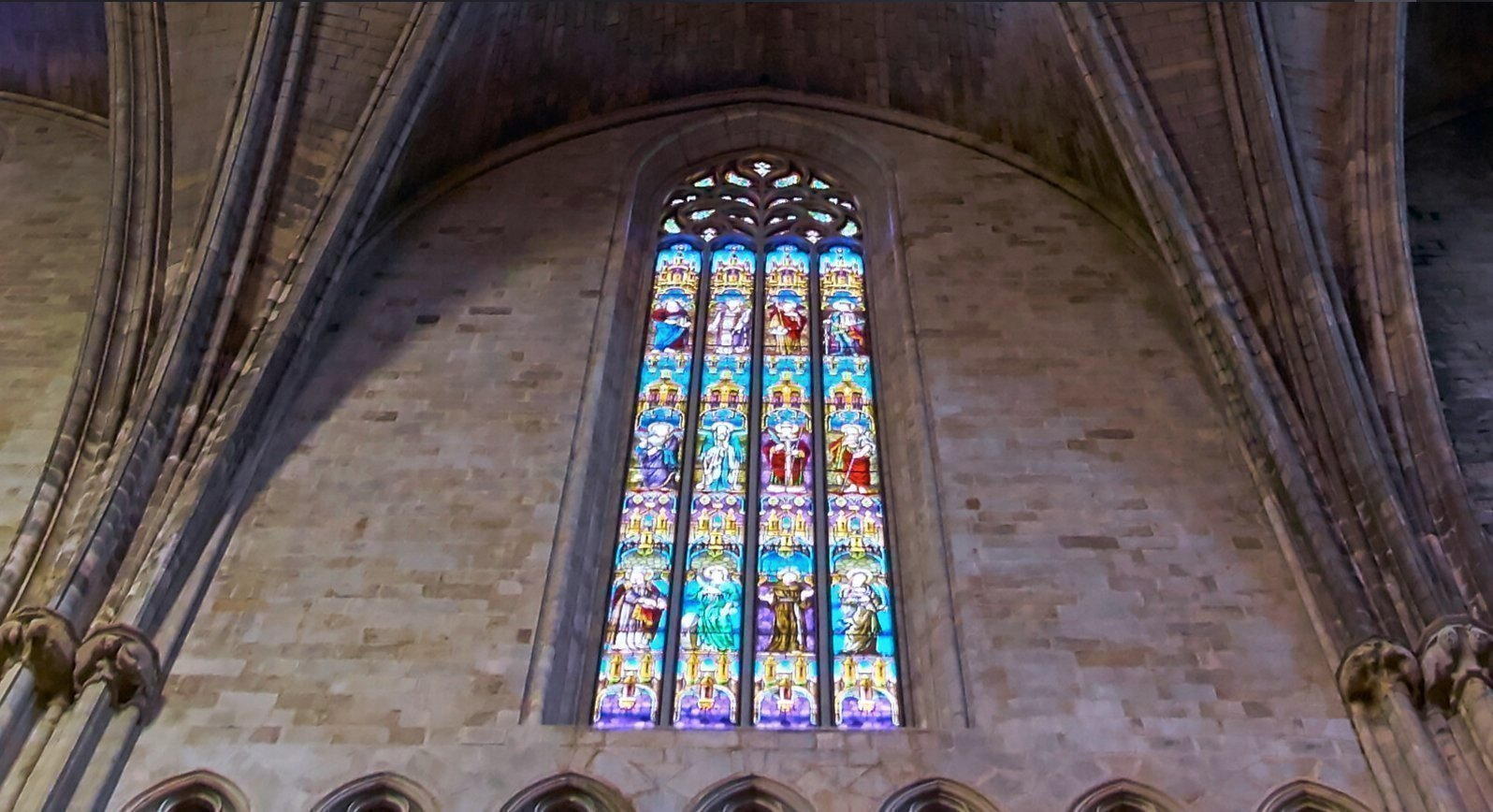
Una de las grandes vidrieras del lado norte, tiene 14 metros de alto por 3 metros de ancho

Las vidrieras de la catedral fueron, en su origen, de tres tipos. Las primeras y más antiguas se atribuyen al llamado Maestro del Presbiterio y fueron realizadas al tiempo de iniciarse las obras del conjunto. Las segundas, atribuidas a Guillem de Letumgard, se realizaron al inicio de la segunda mitad del siglo XIV. La más importante de éstas es el Calvario situado en el centro de la girola y la gran vidriera de Antoni Thomas en la cara sur. El tercer grupo son todas aquellas incorporadas con posterioridad hasta bien entrado el siglo XX, de las que destacan los dos rosetones del primer tercio del siglo XVIII, obra de Francesc Saladriga, maestro vidriero barcelonés y consideradas unas de las mejores del arte barroco español.
A mediados del siglo XVIII buena parte de las vidrieras fueron destruidas, en especial los rosetones y las más modernas, sin que se sepa exactamente cómo ni por qué. La restauración se llevó a efecto casi inmediatamente, antes de acabar el siglo, con técnicas que, pasado el tiempo, dejaron los vidrios con apenas unos trazos y colores desvaídos de lo que fue la vidriera original. A finales del siglo XX se realizó una labor de reconstrucción que, tras un estudio, rechazó la posibilidad de una reintegración creativa (esto es, haciendo en realidad una obra nueva sobre la anterior, dada la gran pérdida sufrida), por una restauración que aceptaba el paso del tiempo y algunos de los daños sufridos. Se trató de disminuir el impacto de la presencia de los vidrios blancos en los efectos sobre la luz y mejorar el perfil perdido de los dibujos. Aunque recuperadas, algunos de los efectos lumínicos, así como una parte de los mensajes bíblicos que transmitían y que debieron ofrecer en su tiempo las vidrieras se han perdido irremediablemente. El obispo de Gerona, Francesc Pardo, inauguró en julio de 2011 la vidriera del último ventanal de la fachada norte de la Catedral, que se mantenía cerrado, una obra del artista irlandés Sean Scully con motivos abstractos, pero artísticamente acordes con las demás vidrieras. La inauguración del ventanal tras 400 años puso punto final a la restauración de la cara más deteriorada de la iglesia.

## Los sepulcros

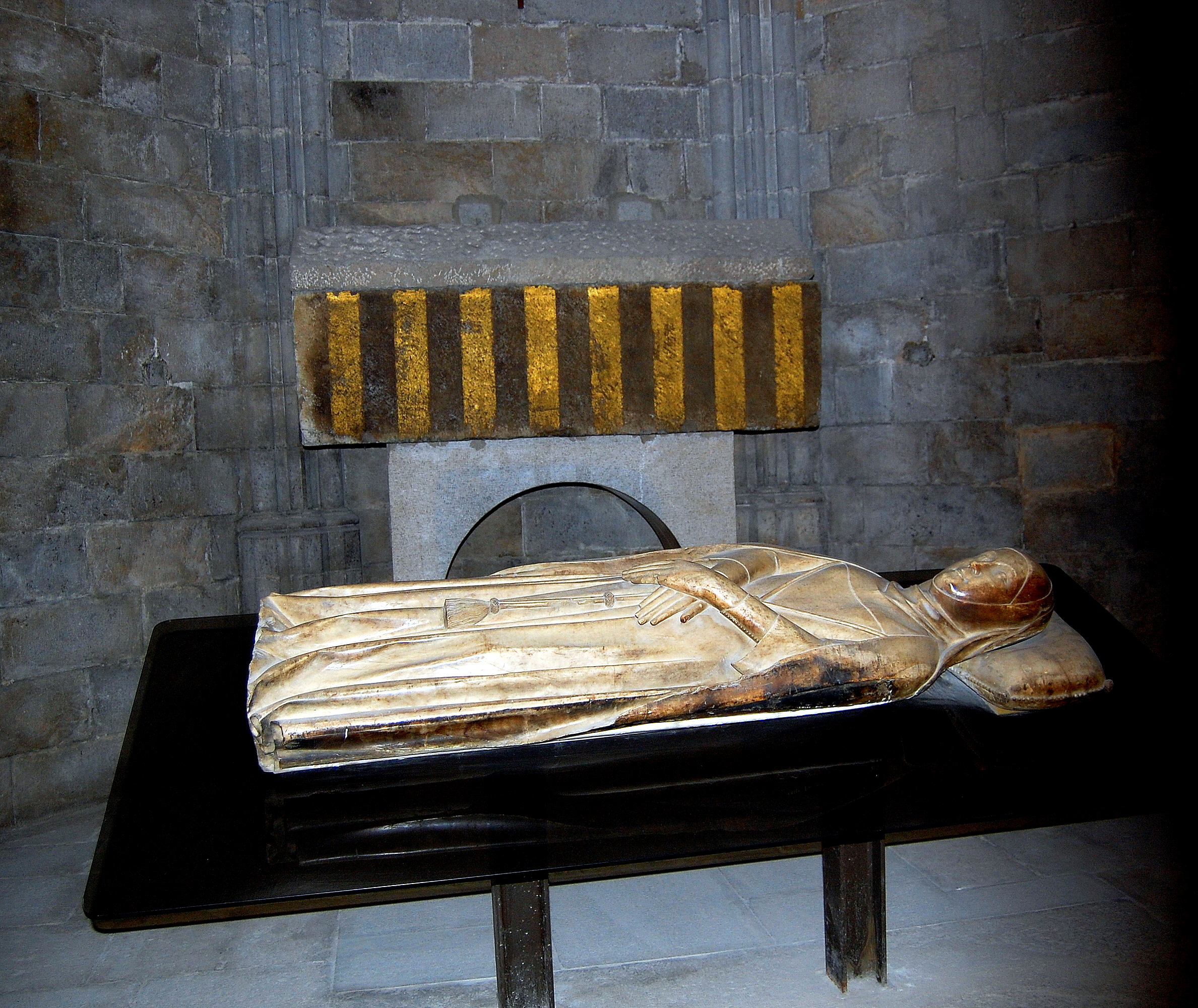
Sepulcro de la condesa Ermesinda de Carcasona

La catedral de Gerona cuenta tanto en la iglesia como en el claustro con un amplio y tradicional arte funerario que corresponde a los numerosos sepulcros de obispos, personajes de las familias reales y condes, artistas y arquitectos y otras figuras de relevancia. Están repartidos por todo el edificio y algunos son verdaderas obras de arte. Pueden destacarse como los más importantes los siguientes:
- Obispo Bernardo de Pau, (muerto en 1475), en la capilla de San Pablo. Se considera como la obra funeraria más sobresaliente de la catedral. Es de estilo gótico florido del siglo XV, con arco conopial entre agujas. Consta de tres cuerpos: el primero está compuesto por cuatro figuras tenantes con el escudo del obispo mientras otras dos sujetan un libro en cuyas páginas se lee una inscripción honorífica. El segundo cuerpo muestra a la Virgen coronada y rodeada de cuatro figuras, una de las cuales corresponde al obispo. El tercer cuerpo es el propio lecho mortuorio con la figura yacente revestida de pontifical y rodeada de ángeles. Otros ángeles suben al cielo el alma del obispo. Todo está adornado de tracerías caladas y cenefas vegetales o con ángeles.
- Obispo B. Vilamarí, en la capilla de Todos los Santos, sepulcro labrado por Jaime Faverán que sólo presenta la figura del yacente.
- Obispo Berenguer de Anglesola, junto a las gradas del presbiterio en el lado del Evangelio, en sepulcro de alabastro labrado con figuras de plañideras bajo doseletes. El obispo está revestido de pontifical y lleva una mitra.

- Conde de Barcelona Ramón Berenguer II, en el deambulatorio de la girola, en lo alto, sobre la puerta de la sacristía; está representado con su armadura de guerrero y reposa sobre el sarcófago cuyo frente está labrado con los escudos repetidos del yacente. En frente, también en lo alto, se encuentra el sepulcro de su esposa Mahalda.[11] El autor de las dos obras es Guillermo Morell (del siglo XIV) y fueron hechas a petición de Pedro IV de Aragón.
- Guillermo de Villamar, arquitecto de la catedral. Es obra de Jaime Faverán, de 1322.
- Arnaldo de Monredó, en el fondo del templo, con doble arco de tracería gótica calada.
- Ramón Bofill, en la capilla de la Esperanza (antiguo refectorio del claustro románico).

Las capillas de San Bernardo, Santa Marta, San Isidro, Esperanza y Santa Elena, acogen en su interior varias sepulturas de los siglos XIII, XIV, XV y XVI. En el claustro, en el suelo de las pandas, puede verse un gran número de lápidas con inscripción y escudo correspondiente, además de otros sarcófagos.

## Museo

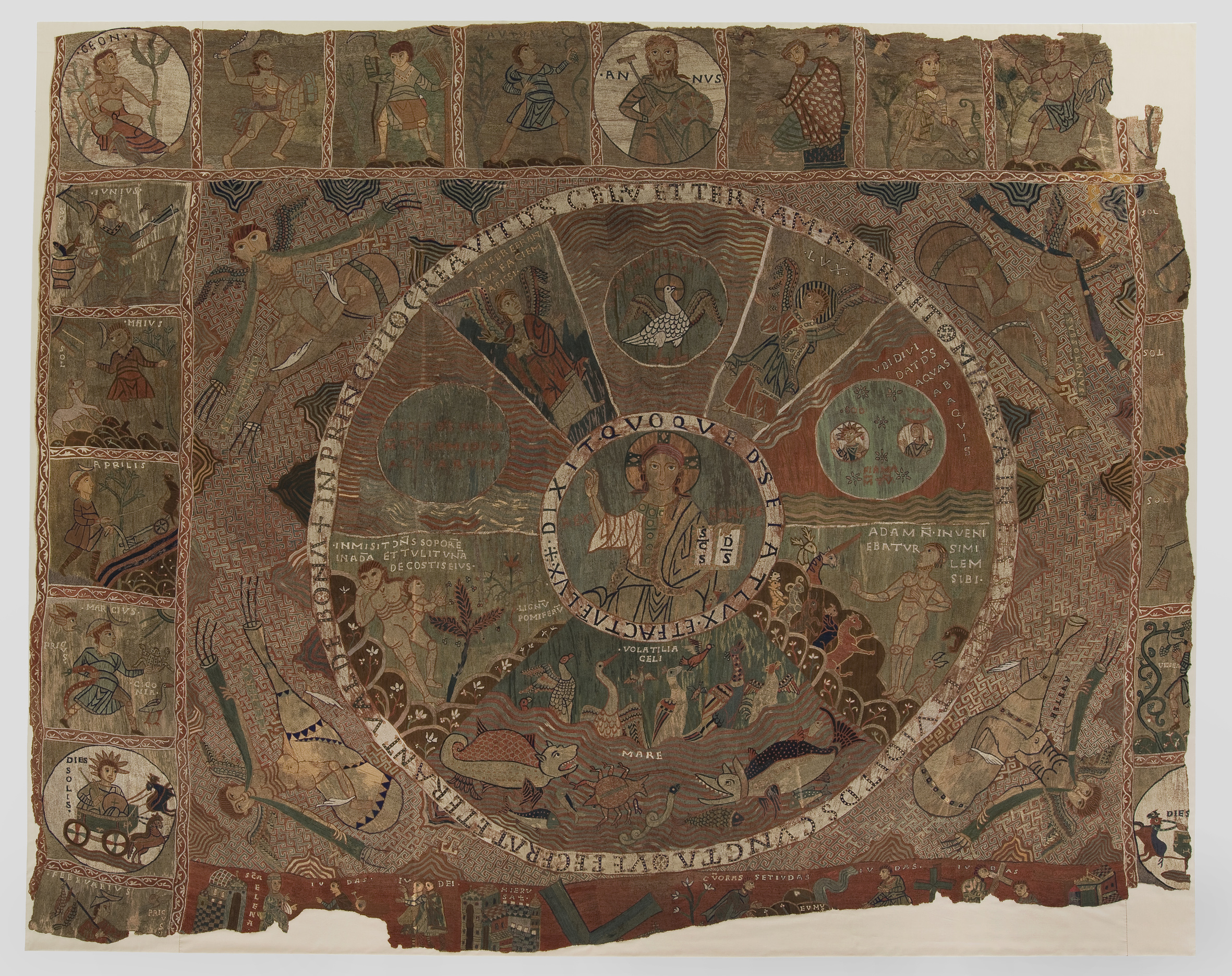
Tapiz de la Creación

En el tesoro de la catedral se puede admirar el tapiz románico de la Creación así como diversas esculturas. Está instalado en la sala capitular y en la sacristía, y atesora la impresionante colección de arte que el capítulo de la Catedral de Gerona ha ido conservando y enriqueciendo a lo largo del tiempo. En sus cuatro salas hay piezas de diversas épocas, técnicas y estilos, muchas de estas esenciales para la historia del arte. Destacan, entre ellas:
- Tapiz de la Creación, pieza única y excepcional del románico.

- Arqueta de Hisham II procedente de Medina Azahara, a las afueras de Córdoba. Fue realizada como un regalo del califa de Córdoba Al-Hakam II a su heredero Hisham II en el año 976. Se desconoce cómo terminó como relicario en la catedral.Arqueta de Hisham II. Procedente de Medina Azahara, fue un regalo del califa Al-Hakam II a su hijo Hisham II del año 976

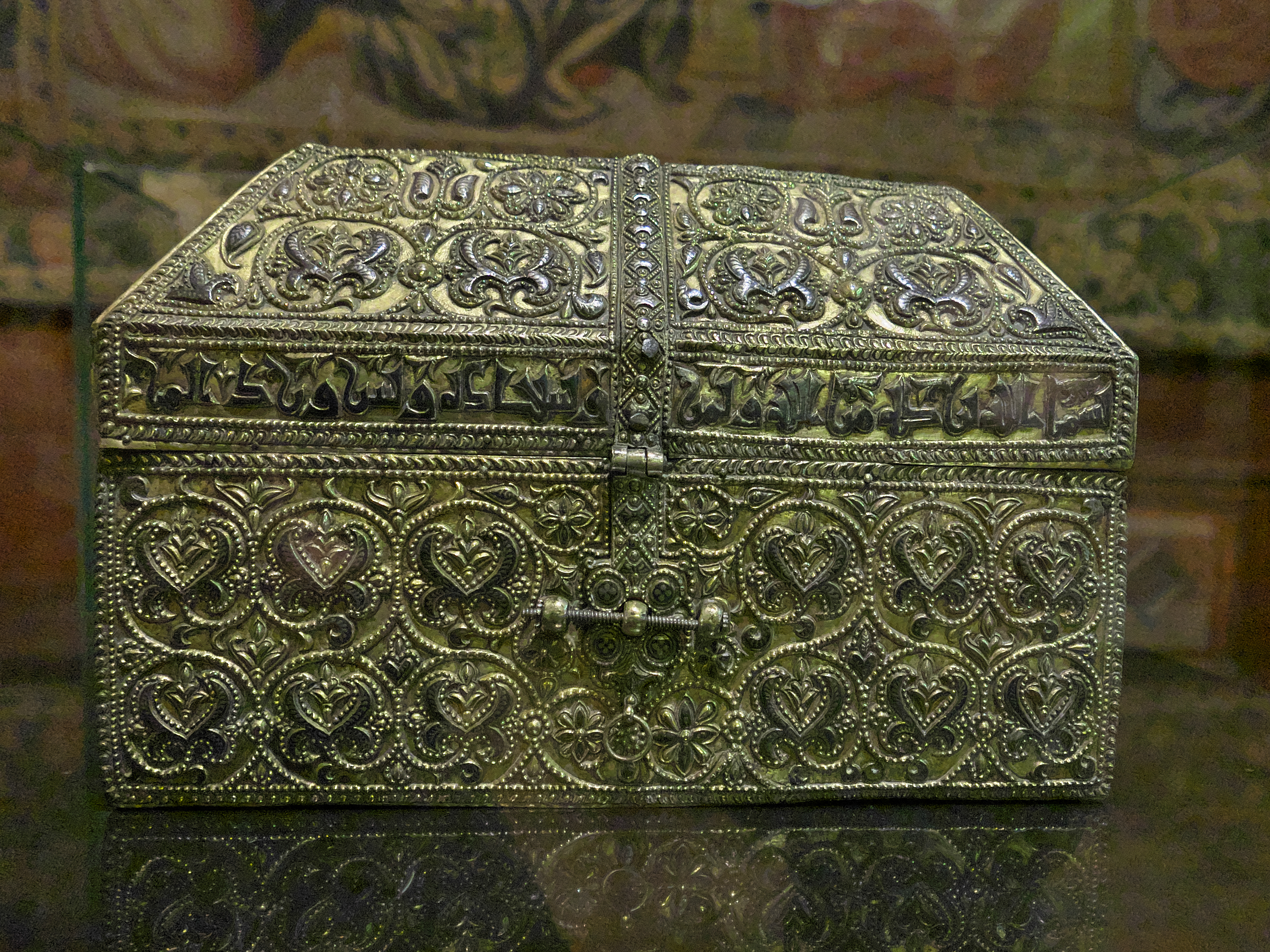
Arqueta de Hisham II. Procedente de Medina Azahara, fue un regalo del califa Al-Hakam II a su hijo Hisham II del año 976

- Beato de Gerona, uno de los tres beatos que se conservan del siglo X. Copia de los Comentarios al Apocalipsis de Beato de Liébana, con miniaturas de la monja Ende y el monje Emeterio.
- Colección de los Usatges de Catalunya, del siglo XII.
- San Carlomagno. Escultura gótica de alabastro policromado que tradicionalmente viene llamándose de Carlomagno y que los críticos modernos creen que se trata de Pedro el Ceremonioso. Es obra de Jaume Cascalls de Berga.
- Cruces, custodias y relicarios, obras valiosas de orfebrería de entre los siglos XIII y XV.
- La Virgen María de madera. Datada del siglo XII y recubierta con láminas de plata, posiblemente ya se encontraba en el presbiterio románico.[12]
- Custodia del Corpus. La segunda sala del tesoro está presidida por la Custodia del Corpus, obra del gerundense Francesc Artau datada en 1438. Imita estructuras arquitectónicas con plata dorada, esmaltes y pedrería, y está acompañada de santos y santas. Alrededor, las cuatro grandes cruces procesionales: la de los esmaltes (del siglo XIV), la de oro (con perlas naturales y delicados esmaltes, de principios del siglo XVI), la de las cofradías (del siglo XIV) y la de plata dorada (siglo XVI).[13]
- Sello de Ermesenda. La condesa Ermesenda de Carcasona (972-1058) estuvo muy vinculada a la catedral de Gerona, sobre todo mientras su hermano Pedro Roger fue el obispo. Tanto es así que escogió este espacio como lugar de reposo para sus restos mortales y, además, entregó al capítulo su sello como muestra de confianza. Este sello destaca por tener el nombre de la condesa en latín y en árabe.[14]

## El claustro

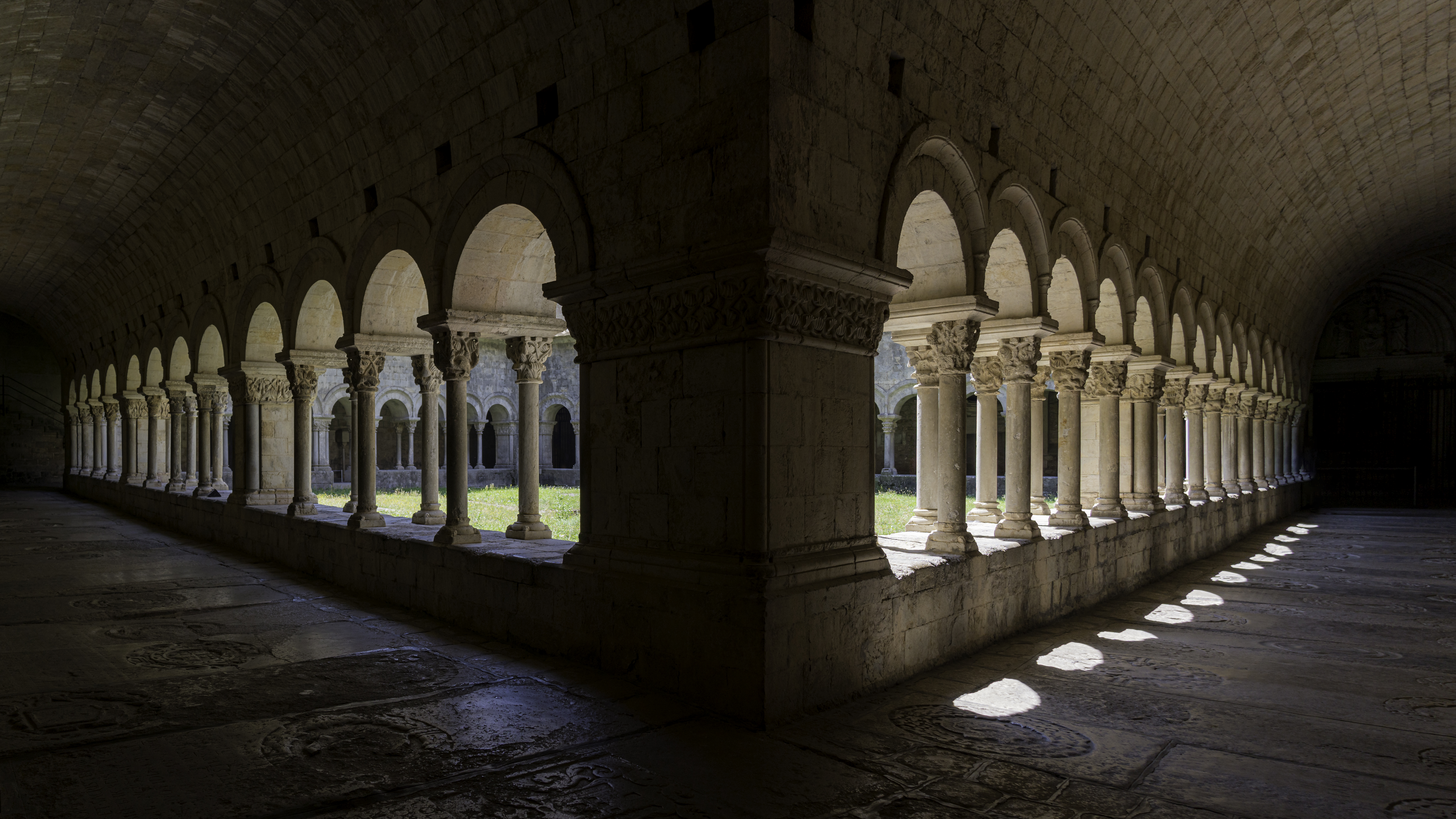
Claustro románico

El claustro románico, obra del escultor Arnau Cadell, es del siglo XII, con planta trapezoidal determinada por las murallas precedentes, el lateral norte de la catedral y los edificios que se conservaban de épocas anteriores. Su arquería tiene dobles columnas con chambrana y capiteles historiados, vegetales y zoomorfos. Ahí se encuentra la capilla de la Virgen del Bell Ull, talla del maestro Bartomeu. Está considerado como uno de los claustros más interesantes en cuanto a arte y escultura de los monasterios catalanes.[cita requerida]

## Escultura

### Ángel

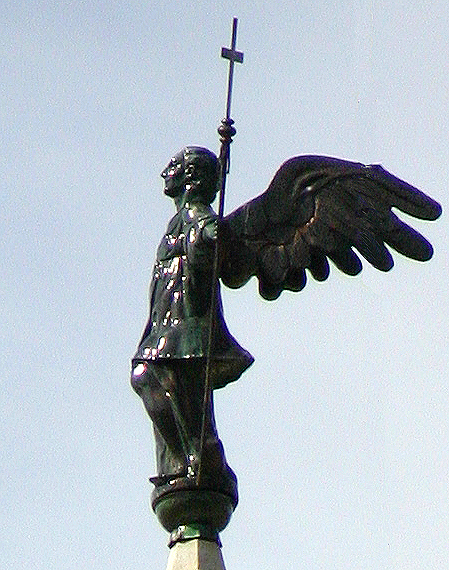
Ángel

En lo más alto de la catedral hay una figura de un ángel.
Inicialmente se trataba de una representación de la Fe, puesto que la figura llevaba los ojos tapados por una venda. Pero al restaurarla se colocó una cabeza sin los ojos vendados, puesto que todo el mundo conocía la figura como el ángel por sus alas y al no verse la venda por lo alejado del suelo de la figura.

### Bruja de piedra

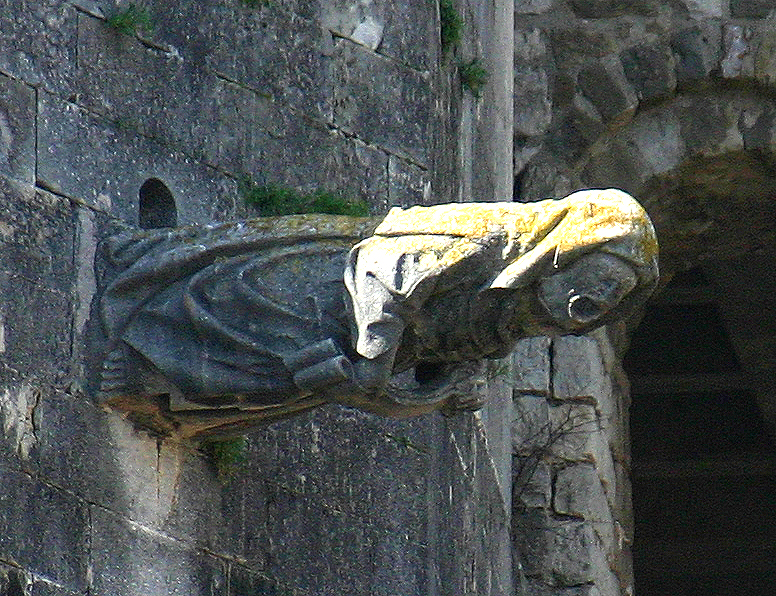
La Bruja de Piedra

Esta gárgola para desalojar agua tiene el nombre de la Bruja de la Catedral. Situada junto a la torre de Carlomagno es la única gárgola con figura humana de la catedral. Según la leyenda, existía una mujer que se dedicaba a las malas artes de la brujería para demostrar su odio a la religión y tenía la costumbre de tirar piedras contra el templo. Un día, por obra divina, se convirtió en piedra y la colocaron en la catedral para que por su boca no salieran más maldiciones ni insultos sino agua limpia de lluvia.